# Giorgio Troncon
Giorgio Troncon (Padova, 11 agosto 1941) è un ex rugbista a 15 e allenatore di rugby a 15 italiano.

## Biografia

### Attività da giocatore
A 16 anni, nel 1957, l'esordio in serie A, nel Treviso.
Soprannominato Acciaio, ha giocato nei ruoli di tre quarti centro, tre quarti ala ed estremo nel Treviso, Venezia, Esercito di Napoli, Villorba, per chiudere la carriera di giocatore nel Vecio Rugby Treviso.
Dal 1962 al 1972 ha giocato nella Nazionale di rugby a 15 dell'Italia, partecipando anche a tour con la selezione italiana come quello in Inghilterra e Galles nel settembre 1963.

### Attività da allenatore
Come giocatore/allenatore ha guidato il Treviso, il Gruppo Sportivo Esercito di Napoli e il Villorba. 
Come tecnico ha allenato le giovanili e la prima squadra del Benetton Rugby Treviso, il Villorba (club del quale fu cofondatore) e il Paese.

## Riconoscimenti
Oltre alla medaglia di bronzo al valore atletico Troncon fu insignito dell'Ovale d'oro con fronda d'alloro, conferito dalla Federazione Italiana Rugby e della targa Franco Chiaserotti “Una vita per il Rugby” 1999, conferita dal Centro Italiano Amatori Rugby.